# Lex Cassia agraria
La lex Cassia agraria è stata una lex publica o forse una rogatio (proposta di legge) avanzata dal console Spurio Cassio Vecellino nel 486 a.C.: nell'ambito delle tensioni di classe tra patrizi e plebei, fu la prima proposta di lex agraria della storia di Roma. 

## Legge
La questione della legge agraria fu presentata da Spurio Cassio, dopo che aveva ottenuto il trionfo per aver sconfitto, peraltro senza aver combattuto, Volsci ed Ernici, riconoscendo a questi ultimi, gli stessi diritti riconosciuti ai Latini, tra i quali il diritto alla spartizione delle terre, conquistate in seguito a guerre combattute insieme.
Alla proposta di discussione si opposero immediatamente i Patrizi, e tra questi soprattutto l'altro collega console Proculo Verginio Tricosto Rutilo e Appio Claudio, che fecero ostruzione per impedire che si arrivasse alla votazione. I Patrizi, che temevano anche la popolarità che avrebbe acquisito Spurio Cassio dall'approvazione della legge, argomentavano la propria posizione, sostenendo che la suddivisione delle terre pubbliche tra tutti i cittadini, sarebbe stato un indebito premio per i cittadini nullafacenti e per gli Ernici, a lungo nemici del popolo romano.
Le argomentazioni delle due fazioni animavano i due diversi partiti, finché il tribuno Caio Rebulio, intervenendo nel pubblico dibattito, fece dichiarare al console Verginio che la sua opposizione alla legge, derivava dalla contrarietà a che le terre fossero distribuite anche agli Ernici. Pertanto si decise di portare in votazione la distribuzione delle terre tra i romani, differendo nel tempo la questione della distribuzione delle stesse agli Equi e ai Latini.
Il giorno della votazione, si presentò a Roma un gran numero di Latini ed Equi, facendo temere ai senatori che la discussione potesse mutare in atti di violenza. Ma la votazione fu preceduta da un discorso di Appio Claudio, che dichiarandosi sempre contrario alla legge, propose che si formasse una commissione di 10 senatori, con il compito di definire quali fossero le terre pubbliche, e di venderne una parte, e di affittarne un'altra, con il cui ricavato, finanziare poi le campagne belliche.
Alla proposta di Appio Claudio, fece seguito quella di Aulo Sempronio, per il quale si sarebbe dovuto dividere con gli alleati Latini ed Ernici, solo le terre conquistate in seguito ai reciproci trattati di alleanza, dovendo invece escludersi quelle terre che i romani avevano conquistato prima della stipula delle alleanze. In pratica, per le guerre combattute in futuro, le terre conquistate si   sarebbero dovute dividere in tre parti uguali, tra Romani, Latini ed Ernici.
Quindi il Senato deliberò che fosse nominata una commissione di 10 Senatori, che definisse quali terreni fossero di proprietà pubblica, e dopo, la parte da vendere e la parte da locare. I senatori sarebbero stati nominati dai nuovi consoli da eleggere per l'anno successivo, previsione che non si realizzò, anche per la condanna, e messa a morte di Spuri Cassio, ideatore e sostenitore della proposta di legge.
Le fonti riguardo alla sua entrata in vigore sono vaghe e contrastanti, si pensa tuttavia che la legge sia entrata in vigore legalmente ma non abbia trovato esecuzione. Leggi agrarie a favore dei plebei ebbero applicazione solo più tardi quando ormai i patrizi furono costretti ad accettare le proposte dei plebei sempre più coscienti della loro forza all'interno del complesso sociale e politico.